# Anaspis orientalis
Anaspis orientalis es una especie de coleóptero de la familia Scraptiidae.

## Distribución geográfica
Habita en Azerbaiyán.